# 19789 Susanjohnson
19789 Susanjohnson este un asteroid din centura principală de asteroizi.

## Descriere
19789 Susanjohnson este un asteroid din centura principală de asteroizi. A fost descoperit pe 24 august 2000 la Socorro, New Mexico, în cadrul proiectului LINEAR. Asteroidul prezintă o orbită caracterizată de o semiaxă mare de 2,26 ua, o excentricitate de 0,16 și o înclinație de 5,5° în raport cu ecliptica.